# Dharasuram
Dharasuram là một thị xã panchayat của quận Thanjavur thuộc bang Tamil Nadu, Ấn Độ.

## Nhân khẩu
Theo điều tra dân số năm 2001 của Ấn Độ, Dharasuram có dân số 13.027 người. Phái nam chiếm 50% tổng số dân và phái nữ chiếm 50%. Dharasuram có tỷ lệ 70% biết đọc biết viết, cao hơn tỷ lệ trung bình toàn quốc là 59,5%: tỷ lệ cho phái nam là 77%, và tỷ lệ cho phái nữ là 63%. Tại Dharasuram, 11% dân số nhỏ hơn 6 tuổi.